# Vol FedEx Express 1406
Le 5 septembre 1996, un McDonnell Douglas DC-10 effectuant le vol FedEx Express 1406, un vol cargo régulier reliant l'aéroport international de Memphis, dans le Tennessee, à l'aéroport international Logan de Boston, dans le Massachusetts, a subi un incendie dans la soute cargo, alors qu'il était en vol au-dessus de l'État de New York. 
Les 3 membres d'équipage et les 2 passagers à bord ont été évacués avec succès après un atterrissage d'urgence à l'aéroport Stewart International, à Newburgh, dans l'État de New York. Après l'évacuation, le DC-10 a été partiellement détruit par l'incendie.

## Avion et équipage
L'appareil impliqué était un McDonnell Douglas DC-10-10F, immatriculé N68055, qui a volé pour la première fois en 1975, et après avoir servi chez Continental Airlines, il a rejoint la flotte de FedEx en 1980.
Il y avait trois membres d'équipage et deux passagers à bord du vol 1406. Le commandant de bord (47 ans) totalisait 12 344 heures de vol à son actif, tandis que le copilote (41 ans) en totalisait 6 535 heures de vol et le mécanicien navigant (45 ans) en totalisait 3 704 heures de vol. À bord se trouvaient également deux employés de FedEx, dont Frederick S. Olmsted Jr., vétéran de la Guerre du Viêt Nam et ancien pilote d'Eastern Air Lines, assis sur des strapontin.

## Déroulement du vol
Le vol 1406 a décollé de Memphis à 3 h 42, à destination de Boston, dans le Massachusetts, avec une heure d'arrivée estimée à 7 h 42.
À 5 h 42, le vol 1406 naviguait à 33 000 pieds (10 000 m) au-dessus de l'État de New York lorsque l'alarme incendie en cabine a retenti dans le cockpit. Des détecteurs de fumée dans plusieurs zones de la soute du pont principal de l'avion ont alerté les pilotes d'une suspicion de fumée, incitant les membres d'équipage et les passagers à enfiler leurs masques à oxygène. Les systèmes de l'avion ont commencé à tomber en panne un par un et l'équipage a également remarqué que de la fumée pénétrait dans le cockpit. 
L'équipage a informé le contrôle aérien (ATC) de Boston de la situation; les contrôleurs ont suggéré que le vol 1406 effectue un atterrissage d'urgence à l'aéroport du comté d'Albany, à 80 km devant, ou atterrir à l'aéroport Stewart International de Newburgh, à 40 km derrière. L'équipage a décidé d'atterrir à Stewart.
À 5 h 49, l'avion a entamé son approche vers Newburgh, où les services anti-incendie de l'aéroport se sont préparés à l'atterrissage du DC-10 sur la piste 27. L'avion a atterri avec succès à l'aéroport à 5 h 54 et a viré sur une voie de circulation, où il s'est arrêté pour que les pompiers s'engagent. 

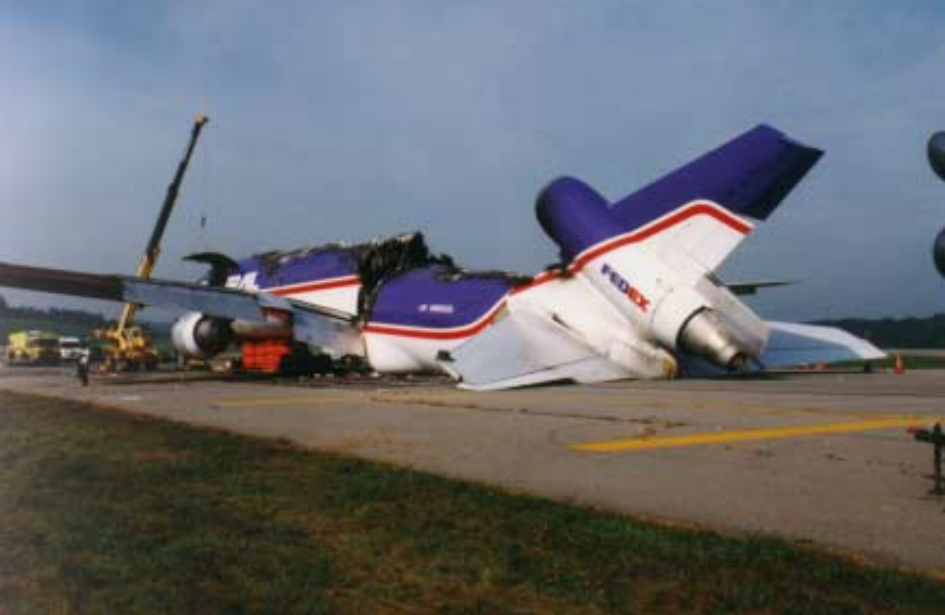
L'épave du DC-10, photographiée après l'incendie du vol 1406.

L'équipage et les employés ont tenté d'évacuer l'avion, mais les portes et les fenêtres du poste de pilotage n'ont pas pu être ouvertes car le fuselage était toujours pressurisé. Le commandant de bord a ensuite dépressurisé l'avion et tous les occupants sont ensuite sortis en toute sécurité; l'équipage de conduite par une fenêtre du poste de pilotage et les passagers par l'une des portes avant de la cabine du fuselage.
Les équipes de secours ont découvert que la cargaison les empêchait d'accéder à la source de l'incendie depuis l'intérieur de la cabine et, 40 minutes après l'atterrissage de l'avion, le feu a commencé à faire fondre le fuselage; le feu a été éteint quatre heures après l'atterrissage de l'avion. Les cinq personnes à bord ont survécu, bien que deux membres de l'équipage aient été légèrement blessés.

## Enquête
Étant donné l'importance des dommages causés par le feu, l'enquête du NTSB n'a pas permis de déterminer ce qui à déclencher l'incendie. Le 22 juillet 1998, le NTSB a publié son rapport, concluant que "la cause probable de cet accident était un incendie de la cargaison en vol d'origine indéterminée" .